# 美利達工業

該logo為美利達2013年中以前的標誌

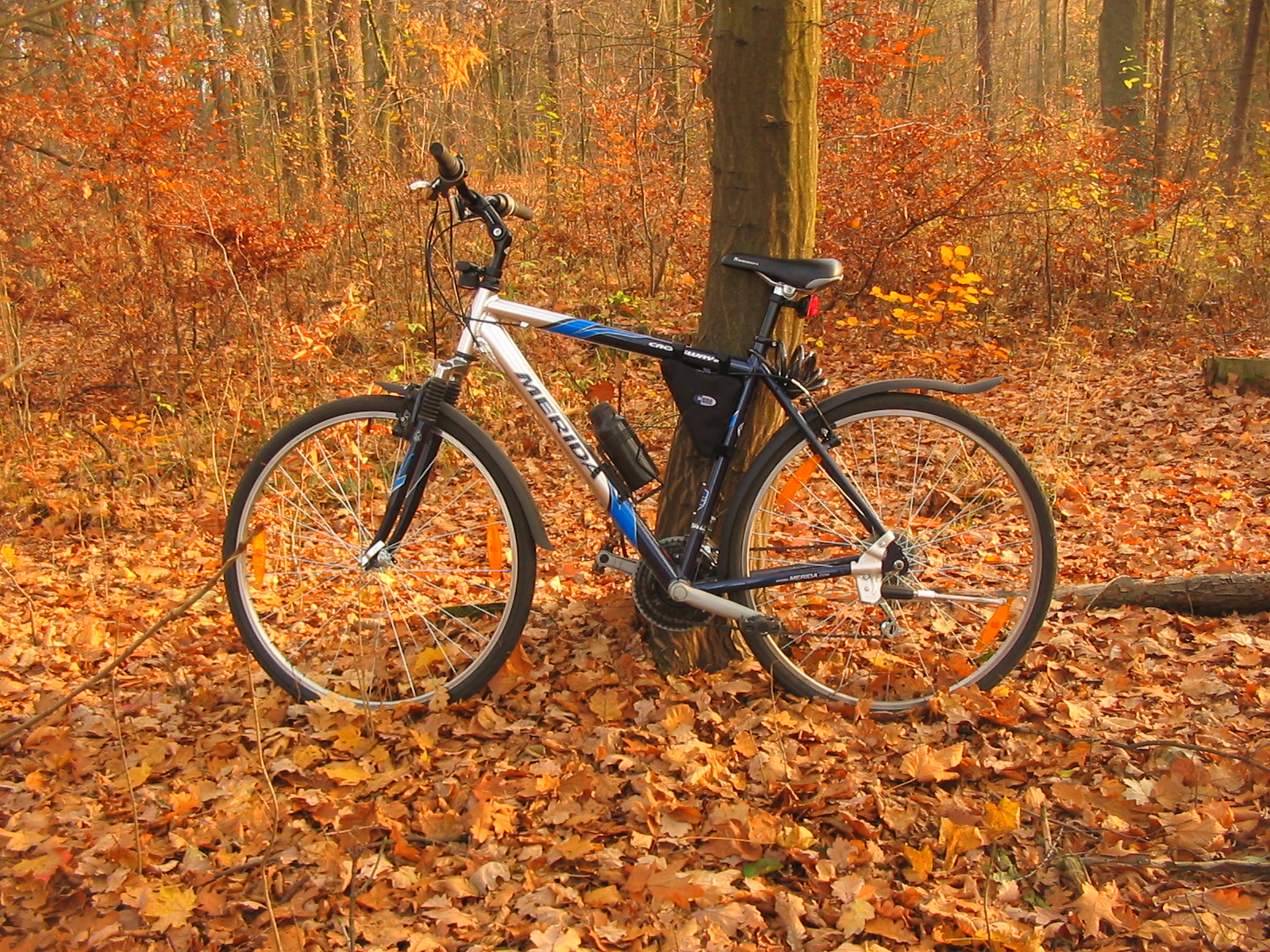
Merida Crossway

美利達工業股份有限公司（臺證所：9914）為臺灣自行车设计、制造和销售的公司，於1972年9月29日由曾鼎煌创建。现於中國大陸、日本、欧洲等多个国家和地区设有子公司及工厂。2018台灣品牌价值3.28亿美元，在台湾名列第11位。
截至2012年，美利達是一家公開上市公司，在台灣證券交易所約為報價3.5億英鎊使其成為台灣最大的公司之一。

## 大事記
- 1972年：曾鼎煌創辦成立美利達公司。
- 1980年：以「萊禮」名車的品牌行銷國內市場。
- 1986年：「MERIDA」美利達自有品牌首次行銷國際市場（挪威）。
- 1988年：德國成立子公司，以Merida自有品牌行銷歐洲。
- 1990年：於深圳設立美利達自行車（中國）有限公司。
- 1992年：美利達成為自行車業第一家股票上市公司。
- 1995年：推行「MPS美利達生產體制」，提升生產效率。
- 1996年：率業界之先，取得ISO國際品質系統認證。
- 2003年：與同業號召供應鏈協力廠商，推動以根留台灣、產業升級為目標的台灣自行車業「A Team」計劃。
- 2004年：美利達贊助的選手榮獲2004年雅典奧運 越野登山車賽 女子金牌+男子銀牌。
- 2004-2006年：美利達贊助的MMBT登山車隊連續3年團隊排名世界第一。
- 2008年：美利達全避震式登山車「Ninety Six 96至尊」, 獲頒「台灣精品金質獎」，以及歐洲權威雜誌「BIKE」的MILESTONE年度風雲車大獎。
- 2009年：美利達國際登山隊榮獲世界盃團體成績總冠軍與世界排名第一、台灣前20大國際品牌（排名第16名）
- 2010年：美利達國際登山隊榮獲世界盃團體成績總冠軍與世界排名第一、台灣前20大國際品牌（排名第15名）
- 2011年：美利達取得大陸「馳名商標」的認證、台灣前20大國際品牌（排名第13名）。
- 2012年：美利達成為自行車業唯一一次榮獲兩座台灣精品金質獎的標竿企業、台灣前20大國際品牌（排名第12名）、中國自行車業10強排名第2。
- 2013年：名列Interbrand台灣十大國際品牌、美利達冠名贊助世界一級職業公路車隊：Team Lampre-Merida（美利達藍波車隊），進軍環法賽等最高層級的公路車WorldTour系列大賽、榮獲台灣精品金質獎&銀質獎、美利達成為國內自行車業第一家取得日本「TPM全面生產管理」認證的整車廠、美利達中國榮登中國輕工業成長力百強企業的榜首。
- 2014年：名列Interbrand台灣十大國際品牌（排名第8名）。